# 보안 관리 서비스
보안 관리 서비스(Managed Security Service, MSS)는 서비스 제공자에 의해 아웃소싱되는 네트워크 보안 서비스를 일컫는 말이다. 보안 관리 서비스를 제공하는 업체나 제공자를 보안 관리 서비스 제공자(Managed Security Service Provider, MSSP)라고 한다. 보안을 위한 자원이나 전문가가 부족한 기업은 보안 관리 서비스 업체에게 보안 기능을 아웃소싱한다. MSSP는 네트워크 활동을 감시하고 취약성 테스트를 실시, 침입탐지를 수행한다.

## 같이 보기
- 서비스형 보안